# Ковальчук, Геннадий Мануилович
Геннадий Мануилович Ковальчук — специалист в области энергетики химической промышленности, лауреат Государственной премии СССР 1969 года.
Родился в 1912 году. Член КПСС с 1932 года.
В 1931—1932 гг. работал электромонтёром-монтажником на заводах в Ташкенте и Москве.
Окончил Московский энергетический институт (1936).
В 1936—1939 гг. работал на инженерных должностях во Владивостоке в местном отделении треста «Электропром» и одновременно преподавал в Дальневосточном политехническом институте.
С 1940 по 1946 год — на Чирчикском электрохимическом комбинате: парторг, главный энергетик (1941—1944), снова парторг.
В 1946—1949 гг. работал в ГДР.
В 1949—1952 гг. главный инженер строительства и директор машиностроительного завода в Балашихе.
В 1952—1954 гг. слушатель Энергетической академии Министерства электростанций СССР.
С 1954 г. главный энергетик ГНИиПИ азотной промышленности и продуктов органического синтеза.
Лауреат Государственной премии СССР 1969 года (в составе коллектива) — за научно-техническую разработку и внедрение в народное хозяйство энерготехнологического агрегата производства азотной кислоты под давлением 7,3 атм с газотурбинным приводом компрессора и каталитической очисткой выхлопных газов от окислов азота.
Награждён орденом Трудового Красного Знамени (08.05.1943).